# 1537-й зенітний ракетний полк (РФ)
1537-й зенітний ракетний полк (1537 ЗРП) — формування протиповітряної оборони Збройних сил Російської Федерації.

## Озброєння
На озброєнні бригади стоять системи ППО Панцир.
Озброєння та техніку полку було передано до сформованого 18-го зенітного ракетного полку в Криму.[джерело?]

## Бойові операції

### Війна на Донбасі
У лютому 2015 році в районі Макіївки та Харцизька були ідентифіковані російські системи ППО Панцир. Згодом було ідентифіковано військовослужбовця полку, що у лютому 2015 року фотографувався у Донецьку на вул. 8 травня.